# 장막스 벨레리브
장막스 벨레리브(아이티어: Jean-Max Bellerive, 1958년 ~ )는 아이티의 제13대 총리이다. 2009년부터 아이티의 총리를 맡고 있다.